# Rază van der Waals
| Element  | rază (Å) |
| -------- | -------- |
| Hidrogen | 1.20     |
| Carbon   | 1.70     |
| Azot     | 1.55     |
| Oxigen   | 1.52     |
| Fluor    | 1.47     |
| Fosfor   | 1.80     |
| Sulf     | 1.80     |
| Clor     | 1.75     |
| Cupru    | 1.4      |

Raza van der Waals reprezintă raza unei sfere teoretice, care poate fi utilizată poate a modela atomul. Numele său vine de la Johannes Diderik van der Waals, laureat al Premiului Nobel pentru fizică în 1910, deoarece a fost primul savant care a emis ipoteza conform căreia atomii au o dimensiune finită (adică, atomii nu sunt punctiformi) și pentru demonstrarea consecințelelor fizice a dimensiunii acestora prin ecuația de stare Van der Waals.

## Volumul van der Waals
Volumul Van der Waals, de asemenea numit și volumul atomic sau volumul molecular, este proprietatea atomilor cel mai direct legată de raza van der Waals. Acesta este volumul ocupat de un atom (sau moleculă) individual(ă). Volumul van der Waals poate fi calculat în cazul în care sunt cunoscute razele van der Waals (și, în cazul moleculelor, distanțele și unghiurile inter-atomice). Pentru un atom sferic, volumul van der Waals este:
{\displaystyle V_{\rm {w}}={4 \over 3}\pi r_{\rm {w}}^{3}}
Pentru o moleculă, acesta este volumul delimitat de suprafața van der Waals a moleculei. Volumul van der Waals al unei molecule este mereu mai mic decât suma volumelor van der Waals ai atomilor individuali: atomii se suprapun parțial atunci când formează legăturile chimice.
Volumul van der Waals al unui atom sau molecule poate fi determinat experimental atunci când substanțele sunt în stare gazoasă, în special din constanta van der Waals b, polarizabilitatea α sau refracția molară A. În toate cele trei cazuri, măsurătorile se efectuează pe probe macroscopice și este normal să se exprime rezultatele precum cantități molar. Pentru a găsi volumul van der Waals al unui singur atom sau moleculă, este necesar să se împartă rezultatul dat la constanta lui Avogadro.
Volumul molar van der Waals nu ar trebui confundat cu volumul molar al substanței. În general, la temperatura și presiunea standard, atomii sau moleculele de gaz ocupă doar a mia parte din volumul propriu-zis al unui gaz, restul fiind spațiu gol. Prin urmare, volumul molar van der Waals, care reprezintă doar volumul ocupat de totalitatea atomilor sau moleculelor este, de obicei, de 1000 de ori mai mic decât volumul molar al aceluiași gaz.

## Metode de determinare
Razele van der Waals pot fi determinate folosindu-se de proprietățile mecanice ale gazelor, de punctul critic, de măsurarea distanței atomice între perechile de atomi nelegați în cristale, sau de proprietățile electrice sau optice ale substanței date (polarizabilitatea și refracția molară). Aceste metode diferite dau valori similare (dar nu identice) a razelor van der Waals.

### Ecuația de stare van der Waals
{\displaystyle \left(p+a\left({\frac {n}{\tilde {V}}}\right)^{2}\right)({\tilde {V}}-nb)=nRT}
Ecuația van der Waals este cea mai simplă ecuație care descrie comportarea unui gaz ne-ideal. 
Volumul van der Waals se poate afla folosind relația:
{\displaystyle V_{\rm {w}}={b \over {N_{\rm {A}}}}}